# کریس جیکوبز (شناگر)
کریس جیکوبز (به انگلیسی: Chris Jacobs) (زادهٔ ۲۵ سپتامبر ۱۹۶۴) شناگر اهل ایالات متحده آمریکا است.